# Rannoch Moor

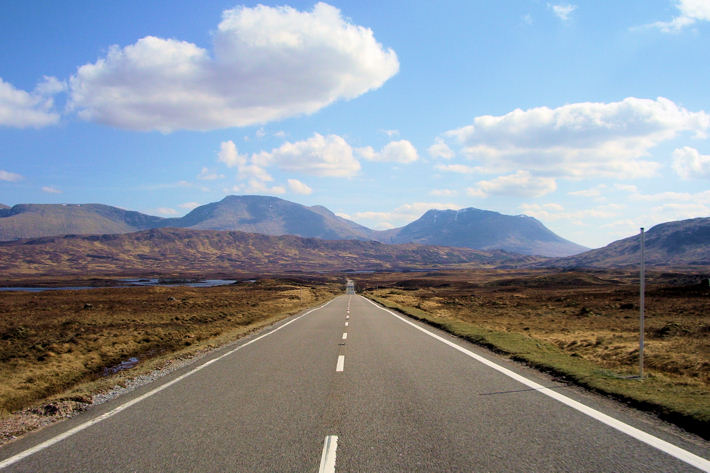
Das Rannoch Moor von der A82 fotografiert

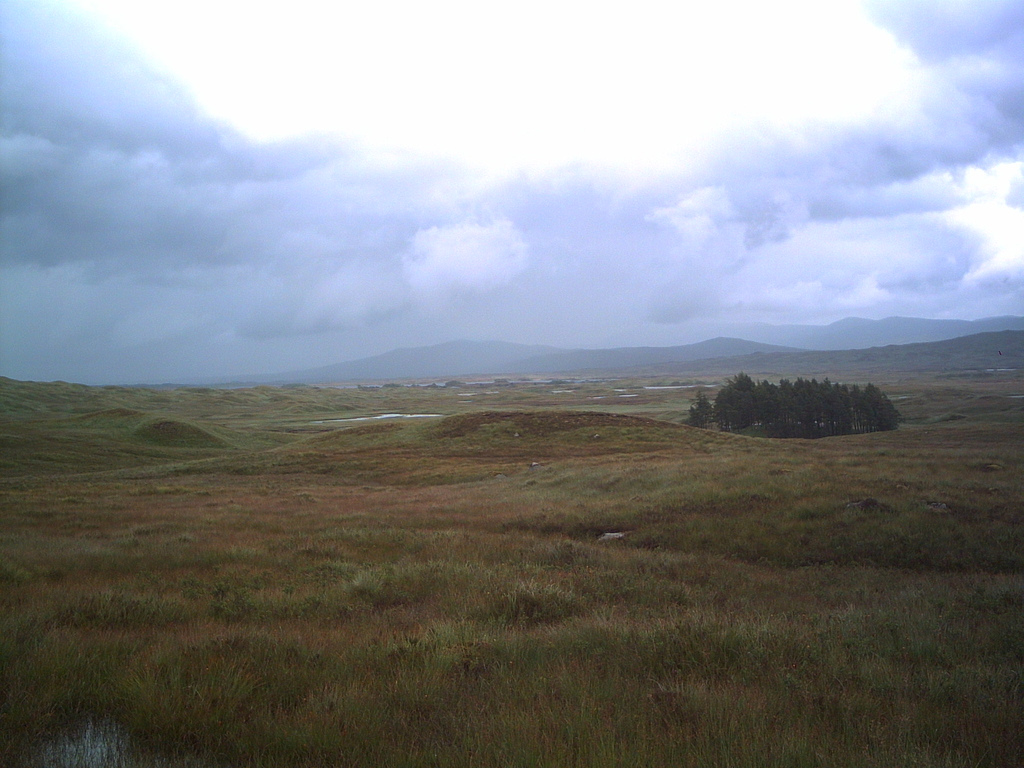
Das Rannoch Moor vom West Highland Way fotografiert

Das Rannoch Moor (schottisch-gälisch: Mòinteach Raineach) ist ein circa 130 km² großes Moor in den schottischen Highlands. Es liegt in den Council Areas Highland, Perth and Kinross und zu einem kleinen Teil im Norden von Argyll and Bute. Das Gebiet ist als Site of Special Scientific Interest (SSSI) unter Schutz gestellt.

## Beschreibung
Das Rannoch Moor befindet sich auf einem 300 bis 400 Meter über dem Meeresspiegel liegenden Plateau und ist weitgehend unbewohnt. Es hat – grob gesehen – eine dreieckige Form. Die östliche Ecke des Dreiecks wird durch das westliche Ufer des Loch Rannoch markiert. Als Südspitze des Rannoch Moors gilt allgemein Loch Tulla. Die westliche Ecke befindet sich am östlichen Ausgang des Tales Glen Coe.
Das Moorgebiet ist für die Landwirtschaft gänzlich ungeeignet und daher eine der letzten von Menschenhand kaum berührten Landschaften Schottlands. Das Gebiet ist durch unzählige Torfsümpfe, Wasserläufe, Tümpel und Seen geprägt. Die größten Wasserflächen sind Loch Laidon, Loch Eigheach und Loch Bà. Das Rannoch Moor ist darüber hinaus eine Wasserscheide. Die westlich gelegenen Seen und Flüsse entwässern letztlich in den Atlantik, die östlichen über den River Tay in die Nordsee. Umgeben ist das Moor von zahlreichen, bis zu 1000 m hohen Bergen. Der höchste Berg rund um Rannoch Moor ist der westlich in den Black Mount liegende Meall a’ Bhùiridh mit 1108 m, gefolgt vom benachbarten, 1100 m hohen Creise. Südlich liegen mit dem 1081 m hohen Beinn a’ Chreachain und dem 1038 m hohen Beinn Achaladair weitere über 1000 m hohe Berge, gefolgt von weiteren, etwas niedrigeren Munros.

## Verkehr und Infrastruktur
Die A82 road durchquert auf dem Weg von Glasgow nach Norden den Südwesten von Rannoch Moor. Sie führt am Ostufer von Loch Tulla entlang nach Norden zwischen Lochan na h-Achlaise und Loch Bà hindurch am Kings House Hotel vorbei und verlässt das Moor bei den Häusern von Altnafeadh, die auf der Passhöhe zum Glen Coe liegen.
Die Eisenbahnstrecke der West Highland Line führt parallel zur A82 am Ostufer von Loch Tulla vorbei, schlägt dann aber auf ihrem Weg nach Norden einem weiten Bogen nach Osten durch Rannoch Moor. Im Bereich des Moorgebiets liegen zwei Bahnhöfe, der Bahnhof Rannoch am nordöstlichen Ende von Loch Laidon und der Bahnhof Corrour südwestlich von Loch Ossian.
Eine Straßen- beziehungsweise Eisenbahnverbindung in Ost-West-Richtung existiert nicht. Auch der West Highland Way, ein 153 km langer Fernwanderweg, durchquert das Gebiet von Süden nach Norden.

## Heart Stone
Der Heart Stone ist ein Findling im Rannoch Moor. Er liegt östlich von Rannoch Station am Nordufer des Loch Eigheach.

## Trivia
- Es gibt einige Donald-Duck-Comics, in denen das fiktionale McDuck Castle eine Rolle spielt. Das Schloss soll gemäß der Comics an einem Ort namens Dismal Downs im Rannoch Moor liegen.

- Im britischen Film Trainspotting (1996) fahren die drogenabhängigen Protagonisten der Handlung aufs Land, um eine kleine Wanderung zu unternehmen. Die Szene wurde an der Corrour Rail Station im Rannoch Moor gedreht.

- Die Kunstaktion Celtic (Kinloch Rannoch) von Joseph Beuys, die dieser 1970 in Edinburgh aufführte, bezieht sich auf die Moorlandschaft. Während der Aktion wurde der Film Rannoch Moor projiziert, den Beuys zusammen mit dem schottischen Künstler Richard Demarco einige Monate zuvor im Ranoch Moor gedreht hatte.[2]